# Хронике Амбера
Хронике Амбера је серија романа фантазије које је написао Роџер Зелазни. У основи, цела серија романа се састоји од пет романа. Поред тога, постоји велики број кратких прича и других дела о Амберу.
Амбер приче се дешавају у два "права" света: Амбер, и Предворја Хаоса, као и сенке, који леже између њих. Ове сенке, укључујући и наша земља, су паралелни светови, и постоје у односима између два света - Амбера и Хаоса. Судови Хаоса су на самој ивици Понора. Чланови краљевске породице Амбер, који помоћу Нацрта могу слободно да путују кроз сенке. Преласком између сенке, могу да промене или да креирају нову реалност избором које сенке да сачувају, а шта да одузму. Чланови суда Хаоса, који су прошли Логрус (тродимензионални лавиринт) су у стању да путују кроз сенке.

## Хронике
Десет Амбер романа су написане од стране Зелазног и објављени су појединачно у периоду између 1970. и 1991. године. Први роман, Девет принчева Амбера се првобитно појавио 1967. године. Знамење Једнорога, Рука Оберона, и Судови Хаоса су се први пут појавили у скраћеној серијској верзији Галаксије Фантастика.

### Циклус Корвина
Првих пет романа је нарација лика Корвина и опис Корвинових авантура и живота као и његово упознавање са својом породицом након одсуства вековима.

#### Девет принчева Амбера (1970)
Корвин се буди из коме у болници у Њујорку са амнезијом. Он ускоро открива да је он део  краљевске породице, која може да лута међу безброј паралелних светова ("сенке"). Он се састаје са члановима недавно новооткривене породице, а затим се приказује лавиринт којим он иде, уписан у тамницама дворца Амбер. Ходање  враћа Корвину памћење и његову способност да путује кроз сенке. У савезу са братом Блејзом, он покушава да освоји Амбер, којим у том тренутку влада његов старији брат Ерик. Ерик је преузео власт након нестанка њиховог оца, Оберона. Њихов покушај није успео. Корвин пада у ропство, заслепљен и затворен. Због своје генетске регенеративне способности, очи му се исцељују и обнавља своју визију. Дворкин, луди чаробњак, који је створио Нацрт, улази у Корвинов затвор кроз зидове затворске ћелије, и на крају, насликао је на зиду врата кроз која Корвин пролази.

#### Пушке Авалона (1972)
Корвин је побегао из тамнице Амбер, где је он био затворен од стране Ерика, који је освојио престо Амбера. Сва Корвинова браћа и сестре сматрају да пушке не могу да функционишу у Амберу. Али Корвин поседује тајна знања: у сенци свет Авалона где је он некада владао, постоји гвожђе, које ће функционисати у Амберу, као барут. Корвин планира да подигне легије из сенке војника и наоружа их аутоматским пушкама из сенке света Земље. Приликом прикупљања ових снага Корвин открива више злокобних проблема међу сенкама. Он упознаје Дару, жену која тврди да је његова нећака, а касније открива опасност за Амбер; црни пут, који пролази између Судова хаоса и Амбера. Са недавно обученом војском, Корвин маршира на дворац Амбер само да га пронађе у опсади. Ерик је смртно рањен док Корвина чини регентом. Непосредна опасност пролази, али Дари прети велика опасност након шетње у Лавиринту и открива себе као претњу за Амбер.

#### Знамење Једнорога (1975)
Ерик је мртав, а сада Корвин влада Амбером као регент. Али, неко је убио њиховог брата Кејна и оптужен је Корвин. То доводи до питања о другим несталим члановима краљевске породице. Рандом (други брат) говори о његовом покушају да спасе Бренда (брат), и Корвин одлучује да сазна шта се десило. Бренд је спашен, али је прободен од стране члана породице. Након интриге и покушаај убиства Корвина, он се налази онеспособљен на Земљи. Пре него што се врати у Амбер он крије драгуљ суда на Земљи. Након излечења Бренд је испричао Корвину неколико инцидената који су довели до утамничења. Корвин иде у Tir-na Nóg'th , мистериозно место на небу Амбера, где се нада да ће разумети ситуацију.
Остали романи овог циклуса су Рука Оберона, Предворје Хаоса и циклус Мерлина.

### Ликови
На крају, Амбер је специјализована за породицу која се налази у центру простора рата између сила. Девет принчева и четири принцезе Амбера, укључујући и принца Корвина, као приповедача прве књиге серије, покушавају да се носе са нестанком оца Оберона и јасном потребом за наслеђем престола. Нико не верује никоме, сви су спремни да забију нож у леђа неког другог (често у буквалном смислу), и све изгледа заиста занима само једно: он сам или она сама.
У том смислу, Амбер се може најбоље описати као филозофска, метафизичка, магична, мистична, фантастична сапуница. Постоје све те ствари које се врте око ликова који су превртљиви, параноични, нефункционални и често без срца.
Сви принчеви и принцезе Амбера имају супер-људске снаге и регенеративне могућности. На пример, Рендом и Корвин могу да покупе аутомобил и ставе га назад на пут док је Корвин у стању да опорави очи када су их спалили, иако му је требало скоро четири године. Корвин, изгледа има најбрже регенеративне могућности у краљевској породици.